# Wilhelm Gemander
Wilhelm Gemander (* 31. Januar 1879 in Czerwionka, Kreis Rybnik, Oberschlesien; † 14. Mai 1945 in Breslau) war ein deutscher Verwaltungsjurist, Rittmeister bei dem Husaren-Regiment „Graf Goetzen“ (2. Schlesisches) Nr. 6, Sportschütze und Autor von Schriften über das Jagdwesen und über Jagdwaffen.

## Leben
Seine Eltern waren der Geheime Regierungsrat Carl Gemander (1836–1904) und Mimi Scheffer. Er selbst war nie verheiratet und starb 1945 in Breslau.

### Studium und Referendar
Wilhelm Gemander studierte Rechtswissenschaft und trat nach dem Studium als Gerichtsreferendar 1905 in Oppeln in die schlesische Justiz ein.
Aus dem Justizdienst schied er aber aus und war in der Zeit von 1908 bis 1910 Regierungsreferendar in Oppeln.

### Rittmeister
Ob er schon vorher Reserveoffizier war, ist nicht bekannt. 1911 war er Reserveoffizier. In der Rangliste wird er als Leutnant bezeichnet. Später wurde er zum Rittmeister befördert
Gemander hat offensichtlich als Kriegsteilnehmer am 1. Weltkrieg teilgenommen. Ihm wurde das Eiserne Kreuz verliehen. Das Regiment war im Ersten Weltkrieg in Belgien, Polen. Ungarn, Galizien, an der Pinsker Front sowie in Kurland eingesetzt. Nach dem Krieg wurde es bis zur Auflösung zum Grenzschutz herangezogen. Zu den 4 Feldeskadrons des Regiments gehörten vor dem Krieg noch die Ersatzeskadrons. Diese Ersatzeinheiten wurden nach Beginn des Krieges anderen Einheiten zugeordnet. Dies ist wohl der Grund, weshalb Gemander in dem Buch des späteren Generalfeldmarschalls Erich von Manstein nicht erwähnt wird.
Nach dem Krieg ist er aus dem Dienst ausgeschieden. Den Titel Rittmeiser hat er aber noch später geführt, wie sich aus den unten genannten Teilnehmerlisten bei seinen sportlichen Wettkämpfen ergibt.

### Taubenschießen in Frankreich
Vor dem Ersten Weltkrieg nahm Gemander in Frankreich als Sportschütze am Schießen auf lebende Tauben teil und gewann erhebliche Preisgelder. Leider ist nur der Band 4 (1910) vollständig zu lesen.
Auf. S. 140 wird über das Taubenschießen in Momte Carlo 1909/1910 berichtet. Danach hatten während der Saison 357 Schützen an den Wettbewerben teilgenommen. Gemander hatte bei 8 Wettbewerben auf die meisten Tauben (702) geschossen und davon 506 getroffen. Er erzielte folgende Platzierungen:
- Prix d´Hiver 1. Preis
- Prix Hall 3. Preis
- Prix Journu 3. Preis
- Prix Schlauini 1. Preis
- Prix Grande Poule dÉssay 4 Preis
- Prix des Jasmines 1. Preis
- Prix des Iris 2. Preis
- Prix du Printemps 2. Preis

Aus den anderen Ausgaben der Zeitschrift Schuss und Waffe sind nur Snippet-Ansichten zu lesen.
In der französischen Zeitung Figaro vom 22. März 1912 heißt es „per Depesche“ zum Taubenschießen in Monte Carlo, dass am Preis von Saint-Roman, auf 27 Meter, 45 Schützen teilnahmen. Die ersten drei Plätze teilten sich die Herren H. Grasselli, Beauduin und Perego. Die anderen Wettbewerbe (Les àutres poules ont été gagnées) wurden von den Herren H. Grasselli, von Ostau, Frederick Crotto, Langhendonck und Gemander gewonnen.
In der italienischen Zeitschrift „Diana“ wird Gemander in einer Snippet Ansicht erwähnt, wenn man nach „Gemander“ und „Montecarlo“sucht. Auch hier wird Gemander bei dem Prix de Ahenas als Drittplatzierter erwähnt.

### Tontaubenschießen in Deutschland
Nach dem Ersten Weltkrieg nahm er an mehreren Ton- und Wurftauben-Schießwettbewerben teil:
Folgende Wettbewerbe sind bislang dokumentiert;
- Kartenschießen auf Wurftauben, 7. bis 10. August 1921 in Berlin-Schönholz, 8. Platz
- Meisterschaft für Deutschland auf Wurftauben, ebenfalls in Berlin, 11. Platz[14]
- Großer Preis von Deutschland 1925 in Berlin, 4. Platz[15]
- Wettbewerb in Berlin-Halensee Trap, 3. Platz[16]
- Wettbewerb in Breslau 1925, 3. Platz[16]
- Großer Preis von Deutschland auf Wurftauben in Gera 1928, 6. Platz
- Großer Preis von Deutschland auf Tontauben in Gera, 4. Platz[17]
- Meisterschaften von Deutschland auf Wurftauben in Neumannswalde 1930, 5. Platz
- Kartenschießen auf Wurftauben, ebenfalls in Neumannswalde, 4. Platz
- Kartenschießen auf die laufende Hasenscheibe in Neumannswalde, 7. Platz
- Preis von Neumannswalde (10 Wurftauben bei der Wasserjagd) 4. Platz[18]
- Jagdtaubenschießen in Gera 1933, 3. Platz[19]

### Schriftstellerische Tätigkeit
Gemander bearbeitete das Buch von Robert Wild-Queisner, Die Kunst des Schießens mit der Büchse neu und gab es in der 6. Auflage 1940 heraus.
In Jagdzeitschriften publizierte er Aufsätze, die sich aus Zitaten in anderen Werken ergeben, die zum Teil unvollständig sind, zumal sie nur als Snippetansicht aufgerufen werden können. Sie werden nachfolgend zitiert:
- Um die lieben Rebhühner, Wild u. Hund. 46/1940, 31/32 S. 283 . 161.[21]
- Zahlreiches Auftreten der B., Wild und Hund S. 1183[22]
- Wie lange dauert die Brutzeit des Rebhuhns? Wild und Hund, 125, 126, 1940–41[23]
- Die gesetzlich erlaubten Fanggeräte für Raubwild. Wild u . Hund[24]
- Die Bejagung der Ente[24]
- Fasan und Raubwild, In: Der Deutsche Jäger. 63. Jahrgang 1941, Heft Nr. 35/36 vom 5. Dezember 1941,[25]

Gemander beschäftigte sich als Autor auch mit der Funktion von Jagdwaffen. So findet man in einer rumänischen Jagdszeitschrift aus dem Jahre 1935 der Hinweis auf einen Aufsatz von Gemander in der Zeitschrift Wild und Hund 1935, 31-34, in der er sich mit dem Drilling (Jagdwaffe) beschäftigt. Er führte die vielen Fehler, die mit diesen Waffen gemacht werden, auf die Tatsache zurück, dass viele zu leicht konstruierte Gewehre bald anfangen, umzukippen.